# 蒂埃里·佩波内
蒂埃里·佩波内（法語：Thierry Peponnet，1959年9月7日—），法国男子帆船运动员。他曾代表法国参加1984年和1988年夏季奥林匹克运动会帆船比赛，共获得一枚金牌和一枚铜牌。